# Abdulaziz Laval
Abdulaziz Laval (sinh 20 tháng 12 năm 1992) là một cầu thủ bóng đá Nigeria hiện tại thi đấu cho Naftan Novopolotsk.